# Spettrometria di massa ad esposizione diretta
La spettrometria di massa ad esposizione diretta o DEMS (dall'inglese direct exposure mass spectrometry) è una tecnica di spettrometria di massa in cui il campionamento viene fatto direttamente su un campione solido.
L'analita o gli analiti vengono desorbiti termicamente nell'iniettore o in una camera di desorbimento e poi ionizzati. La ionizzazione può avvenire con varie tecniche, come la ionizzazione elettronica o la ionizzazione chimica.